# La Garita Wilderness
Pour les articles homonymes, voir Garita.
La La Garita Wilderness est une aire protégée américaine située dans les comtés de Hinsdale, Mineral et Saguache, au Colorado. Fondée en 1964, elle protège 511,8 km2 dans la forêt nationale de Gunnison et la forêt nationale de Rio Grande.